# Juan José Ortega
Pour les articles homonymes, voir Ortega.
Juan José Ortega (né le 27 octobre 1904 à Matehuala (en) - décédé le 27 décembre 1996 à Mexico) était un réalisateur, scénariste, et producteur de cinéma mexicain. Il reçut la médaille Salvador-Toscano en 1989 pour l'ensemble de sa carrière.

## Filmographie

### Comme réalisateur
- 1966 : Pacto de sangre
- 1965 : Preciosa
- 1964 : Los Murciélagos
- 1964 : Frente al destino
- 1964 : El Río de las ánimas
- 1963 : Las Bravuconas
- 1963 : Herencia maldita
- 1963 : Entre bala y bala
- 1962 : Horizontes de sangre
- 1962 : Pueblo de odios
- 1962 : 'Monte Escondido' o (Leonardo Moncada)
- 1962 : La Moneda rota
- 1961 : Ay Chabela...!
- 1961 : En carne propia
- 1960 : Su primer amor
- 1959 : Cuentan de una mujer
- 1957 : Tropicana
- 1956 : Una Lección de amor
- 1956 : No me olvides nunca
- 1956 : Corazón salvaje (en)
- 1955 : Frente al pecado de ayer
- 1954 : Me gustan todas
- 1954 : Yo no creo en los hombres
- 1953 : Piel canela
- 1952 : La Mentira
- 1951 : Lodo y armiño
- 1950 : Ritmos del Caribe
- 1950 : Cuando el alba llegue
- 1949 : Zorina
- 1949 : El Ángel caído
- 1947 : La Insaciable
- 1947 : La Mujer legítima
- 1946 : Amar es vivir
- 1945 : La Casa de la zorra
- 1945 : Sendas del destino
- 1945 : Toda una vida
- 1944 : El Abanico de Lady Windermere (en)
- 1944 : El Rosario
- 1943 : La Hija del cielo
- 1943 : La Razón de la culpa
- 1943 : Lo que sólo el hombre puede sufrir
- 1942 : Flor de fango

### Comme scénariste
- 1965 : Preciosa
- 1964 : Frente al destino
- 1964 : El Río de las ánimas
- 1963 : Las Bravuconas
- 1963 : Herencia maldita
- 1962 : 'Monte Escondido' o (Leonardo Moncada)
- 1961 : Ay Chabela...!
- 1961 : En carne propia
- 1960 : Su primer amor
- 1959 : Cuentan de una mujer
- 1957 : Tropicana
- 1956 : No me olvides nunca
- 1956 : Corazón salvaje (en)
- 1955 : Frente al pecado de ayer
- 1954 : Yo no creo en los hombres
- 1953 : Piel canela
- 1952 : La Mentira
- 1951 : Lodo y armiño
- 1950 : Ritmos del Caribe
- 1950 : Cuando el alba llegue
- 1947 : La Insaciable
- 1943 : La Hija del cielo

### Comme producteur
- 1990 : La Sombra del Tunco
- 1976 : El Misterio de la perla negra
- 1965 : Preciosa
- 1964 : Frente al destino
- 1963 : Las Bravuconas
- 1961 : Ay Chabela...!
- 1961 : Ellas también son rebeldes
- 1960 : Su primer amor
- 1959 : Cuentan de una mujer
- 1957 : Tropicana
- 1956 : Una Lección de amor
- 1956 : No me olvides nunca
- 1956 : Corazón salvaje (en)
- 1955 : Frente al pecado de ayer
- 1954 : Me gustan todas
- 1953 : Piel canela
- 1952 : La Mentira
- 1951 : Lodo y armiño
- 1950 : Ritmos del Caribe
- 1950 : Cuando el alba llegue
- 1949 : Zorina
- 1949 : El Ángel caído
- 1947 : La Insaciable
- 1947 : La Mujer legítima
- 1945 : La Casa de la zorra
- 1945 : Sendas del destino
- 1945 : Toda una vida
- 1944 : El Abanico de Lady Windermere (en)
- 1944 : El Rosario
- 1943 : La Hija del cielo
- 1943 : Lo que sólo el hombre puede sufrir
- 1942 : Flor de fango

## Distinction
- 1989 : Médaille Salvador-Toscano